# Bella Italia
Bella Italia is een liedje van de Nederlandse zangeres Imca Marina.
Het nummer kwam uit op 7 juli 1973 en piekte op de negentiende plaats in de Nederlandse Top 40. Het stond in totaal zeven weken in deze hitlijst. Tevens behaalde het nummer de 20e plek in de Daverende Dertig. Ook is de track te vinden op het gelijknamige muziekalbum.